# ママアナのデジ@缶
ママアナのデジ@缶（ママアナのデジキャン）とは、TBS（関東ローカル）にて2006年10月9日（8日深夜）から2008年9月29日（28日深夜）まで日曜深夜（月曜未明）に放送されていた、広報・情報番組。通称「デジ缶」。

## 概要
『デジ屋台』の後継番組。TBSの女性アナウンサー3名が都内を中心とした流行スポットに出かける番組（全編ロケ）で、その合間にBS-i（現・BS-TBS）・TBSチャンネル等のTBSの関連事業及び関連会社の番組・コンテンツ等の告知等が挿入される。
開始1年目は、元々『デジ屋台』が放送されていた時間帯に別番組（『ワナゴナ』→『むちゃぶり!』）が入っていたため、『デジ屋台』よりも30分遅い毎週月曜1:50 - 2:20(JST、毎週日曜深夜)を基本放送時間としていた。2007年10月8日（7日深夜）より、『むちゃぶり!』が水曜日に移動したため、『デジ屋台』当時と同じ毎週月曜1:20 - 1:50(JST、毎週日曜深夜)に繰り上がった。全時期を通して、毎月第3週は『報道の魂』が同じ時間に放送されるため、基本放送時間より30分遅い放送となっていた。
タイトルの「ママアナの」にあるように、当初は子持ちである小島・山内両アナウンサーがメイン扱いで、当初新人であった出水は「ジュニアナ」という肩書きで両者についていくスタンスであったが、2008年冬に山内が抜け、代わりに入社年度が出水と1年違いである青木（入社年度上は青木の方が先輩）が加わったことで「ママアナ」という言葉は形骸化し、逆に出水・青木といった若手組が番組を引っ張る形にシフトしていた。
本番組の後番組は『メガデジ』（放送時間が『デジ@缶』より30分繰り上がる説もあったが、結果的には現行の『デジ@缶』と基本放送時間は同一となった）で、出水のみ続投となるが、それ以外の出演者は週替わりになる。

## 出演者
特筆しない限り、全員TBSアナウンサー（放送当時）。
- 小島慶子（全期間）
- 山内あゆ（初回から2008年2月18日まで。『イブニング・ファイブ』に専念のため降板）
- 青木裕子（2008年3月3日から最終回まで）
- 出水麻衣（全期間）

なお、ゲスト若しくは欠席メンバーの代役として、上記以外のアナウンサーが臨時参加することもある。
番組開始当初の頃は小島及び山内に「ママアナ」、出水に「ジュニアナ」という肩書きが付いていたが、山内が青木と交代すると同時に、画面上でこれらの肩書きは廃止された（番組公式サイトでは一部残っている箇所あり）。

## 番組に関するあれこれ
- フジテレビでは、同じ日曜の深夜にアナウンサー主体のバラエティ番組『アナ☆ログ』を放送していた。普段は『アナ☆ログ』は深夜0時台、『デジ@缶』は深夜1時台に放送することが多かったが、スポーツ中継などとの関係で時折放送時間が重なることがあった。2008年6月22日深夜（23日午前）のケースでは、『デジ@缶』はバレーボールワールドグランプリの中継が延びるなどして通常より40分遅れの深夜2時から放送。一方の『アナ☆ログ』はF1グランプリ中継のため当初から深夜2時から放送予定だった。その結果両番組は完全に放送時間が重なってしまった。
- 2007年3月18日深夜（19日午前）から3週間にわたって、「結婚式最新事情」というテーマで八芳園で収録された模様が放送された。いつものレギュラー3人に加え当時独身だった豊田綾乃と海保知里の両アナウンサーがゲスト出演した。この際、豊田と海保、出水がウエディングドレス姿を披露した。豊田の花嫁姿を見た山内は感極まり、「仮想スピーチ」で「私の大好きな先輩を、どうぞ誰か幸せにしてください!」と叫んだ。豊田は「ごめんね、心配かけて」と返し、互いに悔し涙を流していた。が、事態は急変する。同年5月20日、豊田は同じTBSの制作局に勤務するプロデューサー（7歳ほど年上）と婚姻届を出し、結婚した。さらに同年8月20日、海保は米国在住の東宝の日本人男性社員と婚約し、3日後の23日に婚姻届を提出したことを、自身が出演していた『はなまるマーケット』で報告した。2008年5月に東京都内において結婚式並びに結婚披露パーティーを挙行し、同年6月23日をもってTBSを退社した。なお、豊田と海保の同期佐藤文康も2007年に女優のみれいゆと結婚しており、1999年入社組は3人そろって同じ年に結婚するという、ある意味で快挙をなしとげた。

| TBS 日曜深夜（月曜未明）1:50 - 2:20枠 ※毎月第3週のみ2:20 - 2:50枠 | TBS 日曜深夜（月曜未明）1:50 - 2:20枠 ※毎月第3週のみ2:20 - 2:50枠 | TBS 日曜深夜（月曜未明）1:50 - 2:20枠 ※毎月第3週のみ2:20 - 2:50枠 |
| 前番組                                                            | 番組名                                                            | 次番組                                                            |
| ----------------------------------------------------------------- | ----------------------------------------------------------------- | ----------------------------------------------------------------- |
| （放送休止時間のため、定期番組なし）                              | ママアナのデジ@缶 （2006.10 - 2007.09）                           | （放送休止時間のため、定期番組なし）                              |
| TBS 第1・2（5）週日曜深夜（月曜未明）1:20 - 1:50枠                |                                                                   |                                                                   |
| むちゃぶり! ※水曜深夜に枠移動                                     | ママアナのデジ@缶 （2007.10 - 2008.09）                           | メガデジ                                                          |
| TBS 第3週日曜深夜（月曜未明）1:50 - 2:20枠                        |                                                                   |                                                                   |
| むちゃぶり! ※水曜深夜に枠移動                                     | ママアナのデジ@缶 （2007.10 - 2008.09）                           | （放送休止時間のため、定期番組なし） ※「メガデジ」は1:20開始      |
| TBS 第4週日曜深夜（月曜未明）1:20 - 1:50枠                        |                                                                   |                                                                   |
| むちゃぶり! ※水曜深夜に枠移動                                     | ママアナのデジ@缶 （2007.10 - 2008.09）                           | アナCAN（再放送） ※「メガデジ」は0:50開始                         |